# ویرایشگرهای صدای فیلم
ویرایشگرهای صدای فیلم یک انجمن افتخاری آمریکایی تدوین‌گران صدای فیلم است که در سال ۱۹۵۳ تأسیس شد. اهداف جامعه آموزش دیگران در مورد و افزایش شناخت ویرایشگرهای صدا، نشان دادن شایستگی هنری حاشیه صوتی و بهبود روابط حرفه‌ای اعضای آن است. این انجمن را نباید با یک سندیکا مانند «همبستگی بین‌المللی کارکنان صحنه تئاتر» (IATSE) اشتباه گرفت. ریاست فعلی این انجمن بر عهده مارک لانزا است. اسامی اعضای فعال انجمن به طور کلی در تیتراژ فیلم با پسوند «MPSE» ظاهر می‌شود.

## شرایط عضویت
موارد زیر برای درخواست عضویت مورد نیاز است:
- فهرستی از اعتبارات سه ساله به عنوان یک (یا بیشتر) موارد زیر می‌باشد:
  - ویرایشگر صدا
  - طراح صدا
  - ویرایشگر دیالوگ
  - ویرایشگر دوبله
  - ویرایشگر جلوه‌های صوتی
  - صداسازی
  - ویرایشگر موسیقی
- دو حامی فعال عضو انجمن
- یک نامه از یک عضو حامی فعال انجمن

## جایزه حلقه طلایی
از سال ۱۹۸۳، جوایز حلقه طلایی یک مراسم سالانه است که به افتخار دستاوردهای برجسته در ویرایش صدا در فیلم، تلویزیون و در سراسر صنعت سرگرمی اختصاص دارد.

## طراحی و پذیرش جایزه
طرح فعلی جایزه حلقه طلایی در ۳۱ مارس ۱۹۸۴ در مراسم اهدای جوایز سال ۱۹۸۳ که در هتل بورلی ویلشر گراند بالروم، بورلی هیلز، کالیفرنیا برگزار شد، معرفی شد. این جایزه توسط پت و کن اندرسون از کمپانی «اندرسون ترافی» طراحی شده است. مجسمه‌های جایزه توسط شرکت نیویورکی، جوایز انجمن ساخته شده است.